# کاوش جویبار داده
کاوش جویبار داده یا داده‌کاوی جویباری (انگلیسی: Data Stream Mining) به فرایند استخراج اطلاعات از داده‌های پیاپی و در حال تولید سریع می‌پردازد. یک جویبار داده دنباله‌ای از نمونه‌های داده‌ای است که در بسیاری از کاربردها تنها می‌تواند یک یا به‌شمار محدودی با توامندی‌های پردازشی و اندوزشی محدود خوانده شود.
در بسیاری از کاربردهای کاوش جویبار داده، هدف پیش‌بینی کلاس یا مقدار جدید نمونه‌های جویبار داده با داشتن برخی اطلاع‌ها در مورد تعلق یا مقدار نمونه‌های پیشین جویبار داده است. روش‌های یادگیری ماشین می‌توانند برای آموزش این وظیفهٔ پیش‌بینی از نمونه‌های برچسب‌گذاری شده به صورت خودکار مورد استفاده قرار گیرند.
در برخی کاربردها، توزیع احتمال نمونه‌های جویبار داده ممکن است تغییر کند که به آن رانش یا گذار مفهوم (concept drift) می‌گویند.
از نمونه‌های جویبار داده‌ها می‌توان به ترافیک شبکه‌های کامپیوتری، مکالمات تلفنی، دستگاه‌های خودپرداز، جستجوهای وب و داده‌های حسگرها اشاره کرد.
کاوش جویبار داده می‌تواند به عنوان یک زیرشاخه از داده‌کاوی یا یادگیری ماشین در نظر گرفته شود.
1. ↑  «کتابخانه مرکزی دانشگاه صنعتی شریف». کتابخانه مرکزی دانشگاه صنعتی شریف.